# 马连洼街道
马连洼街道，是中华人民共和国北京市海淀区下辖的一个街道办事处，2000年3月30日设街道。2018年以来，海淀区政府常将该街道与相邻的上地街道、清河街道、青龙桥街道、西北旺地区合称“马上清（青）西”地区。

## 历史

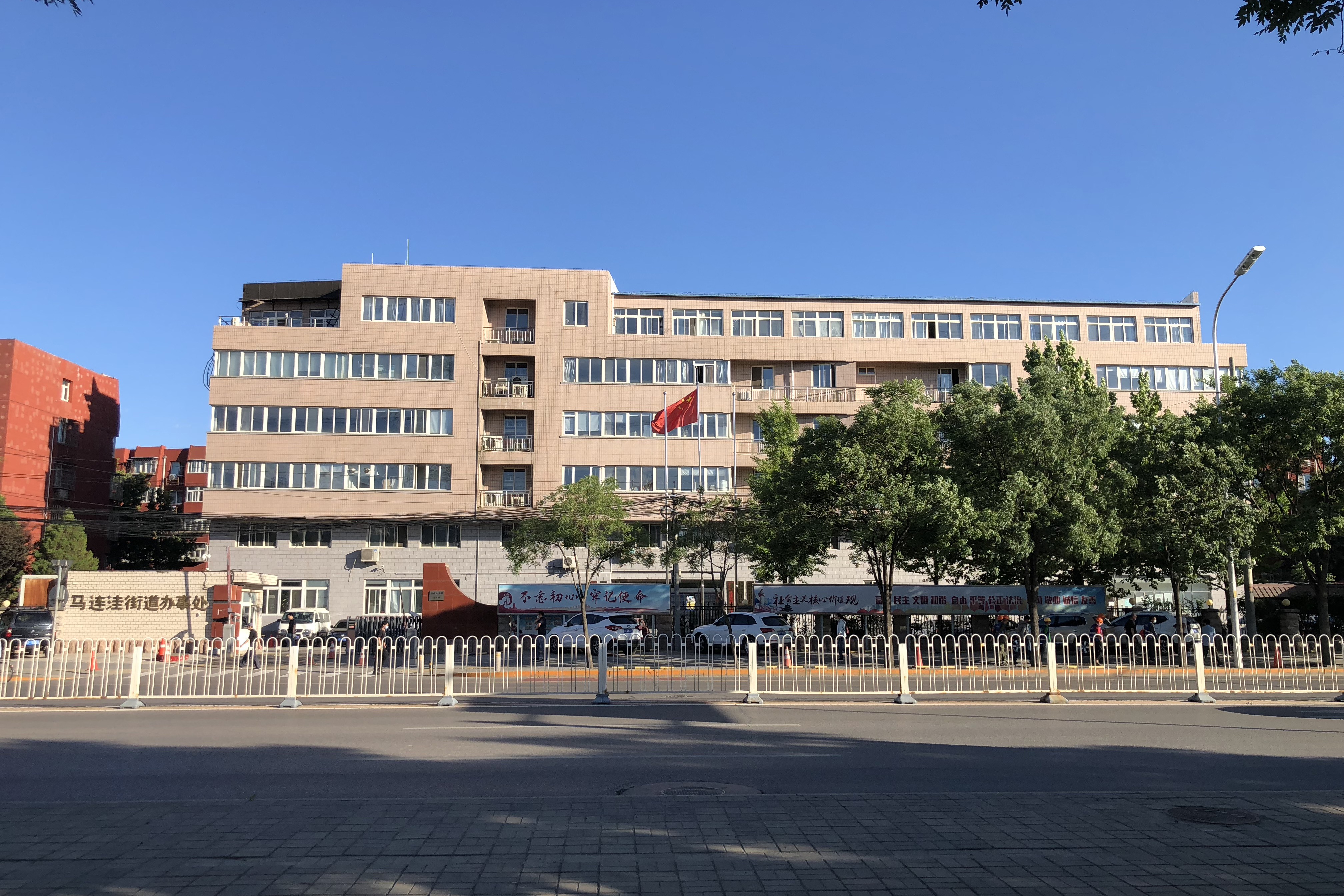
马连洼街道办驻地

马连洼最初因地势低洼且马兰草繁盛而称“马兰洼”，形成聚落后称“兰洼庄”，后称“马莲洼”、“马连湾儿”。马连洼一带1928年属北平市郊区，1947年属北平市郊六区，1949年划入十六区。:243马连洼村东片和西片分别于1957年和1964年划归北京农业大学实验站，1970年北农大西迁延安，计划与延安大学合并时，马连洼重归东北旺人民公社。:2531983年属东北旺乡，马连洼村民委员会下辖马连洼、黑山扈两个自然村。
2000年3月30日，马连洼街道挂牌成立，黑山扈村后来在行政上划归青龙桥街道安河桥居委会。2005年，原属西北旺镇的百草园社区、百旺新城地区划归马连洼街道办事处。

## 行政区划
马连洼街道下辖以下地区：
梅园社区、菊园社区、竹园社区、天秀花园社区、兰园社区、水利总队社区、百草园社区、农业大学社区、农科社区、63919部队社区、肖家河社区、百旺家苑社区、天秀古月园社区、农大南路社区、西北旺社区和百旺茉莉园社区。

## 交通
马连洼街道办所辖区域的主要南北向道路为永丰路-圆明园西路，主要东西向道路自北向南分别是后厂村路（北侧与西北旺地区接壤，并在东北旺西路口与上地街道交界）、马连洼北路、天秀路-农大南路和北五环（南侧与青龙桥街道交界）。
北京地铁16号线纵贯本辖区，在马连洼街道管辖范围内设西北旺、马连洼和农大南路三站。在建的13B线亦将从马连洼始发，并在马连洼上地两街道办交界处设软件园站。